# Рафал Людвік Машковський

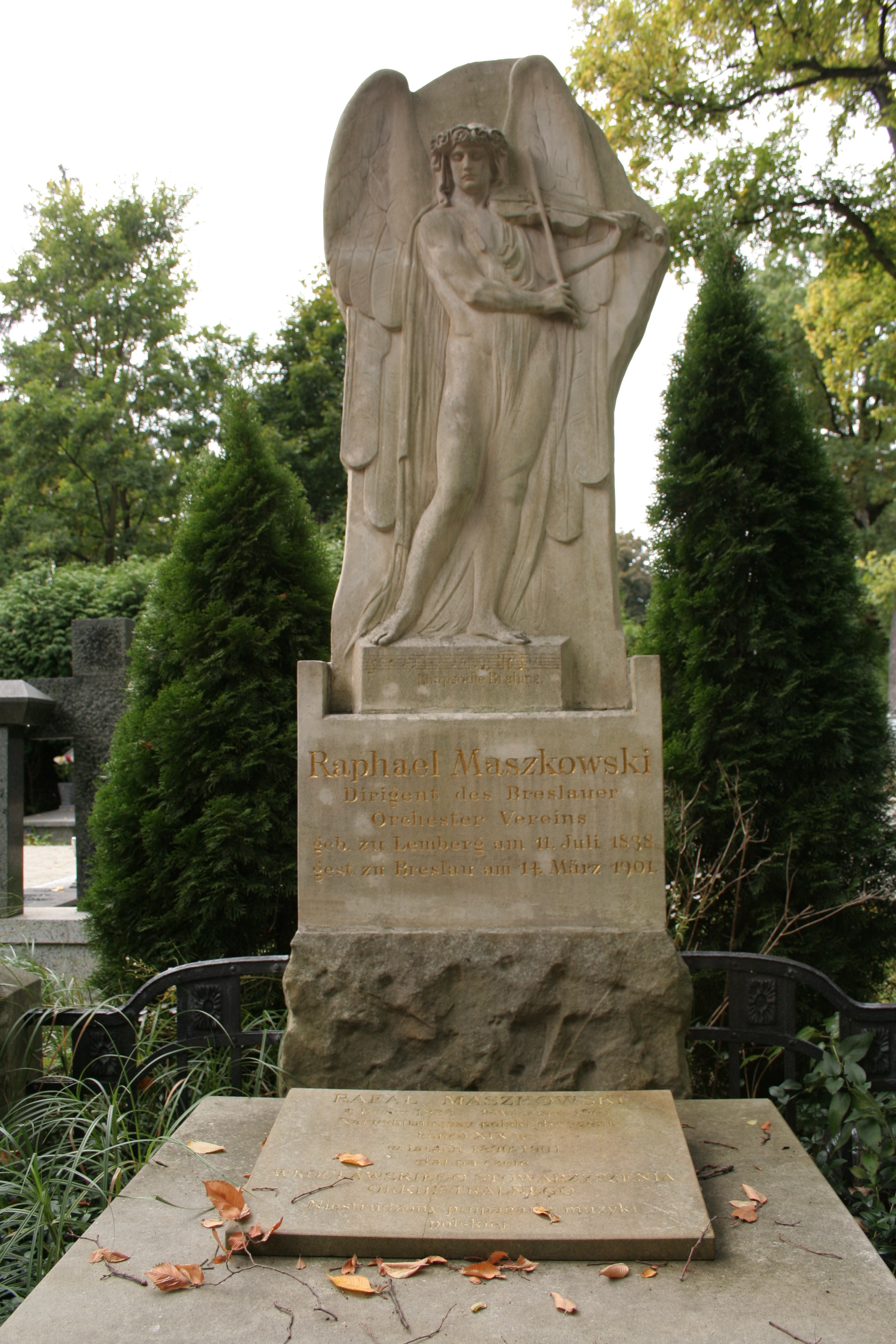
Могила Рафала Машковського на кладовищі Грабішинських у Вроцлаві

Рафал Людвік Машковський (пол. Rafał Ludwik Maszkowski; 1838–1901) — польський скрипаль і диригент.

## Біографія
Народився в сім'ї художника Яна Канті Машковського (1794–1865; викладав рисунок та живопис у Львівській державній академії) та Юзефи Машковської. Його брат Кароль був ректором Львівської політехніки, а Марцель — відомий львівський художник, який помер молодим.
У 1855 році поїхав на навчання до Відня. Згідно з заповітом свого батька, він почав вивчати техніку, але також навчався у Віденській консерваторії. Він навчався грі на скрипці у Відні у Георга Гельмесбергера (1855–1859) і в Лейпцигу у Фердинанда Давида та Раймунда Дрейшока (1859–1861). Коли батько дізнався про його захоплення, він позбавив його матеріальної підтримки, а це означало, що відтоді він повинен був підтримувати себе, заробляючи вчителем гри на скрипці.
Був концертмейстером симфонічного оркестру в Кольмарі (1862–1863). Диригував оркестрами в Гамбурзькій академії (1863–1866), Шаффгаузені (Im Thurneum, 1866–1869) і Кобленці (був там директором Музичного інституту до 1890 року).
На рубежі 1889/1890 років він страждав від парезу двох пальців лівої руки, що призвело до того, що він не міг грати на скрипці та зацікавився диригуванням.
Наприкінці життя він жив у Вроцлаві, де з 1890 року до самої смерті керував оркестром Вроцлавського музичного товариства. Перший концерт, що відбувся 8 жовтня 1890 року, виявився великим успіхом, захоплено сприйнятий вроцлавською пресою, і кожен наступний проходив при переповненій залі, що також мало комерційний успіх. Останній публічний виступ відбувся 13 лютого 1901 року; через місяць Машковський помер.
Похований на Грабішинському цвинтарі у Вроцлаві. Зберігся надгробний пам'ятник із зображенням ангела, що грає на скрипці.